# Gretel Hoffmann-Kienscherf
Margarete «Gretel» Hoffmann, geborene Kienscherf (* 5. September 1912; † 17. Oktober 2012) war eine Schweizer Politikerin (EVP).
Hoffmann-Kienscherf wurde 1973 eine der ersten Parlamentarierinnen im Aarauer Einwohnerrat. Sie galt als profilierte EVP-Grossrätin des Kantons Aargau. Sie war mit dem Künstler Felix Hoffmann verheiratet.